# Hănești
Hănești è un comune della Romania di 2 255 abitanti, ubicato nel distretto di Botoșani, nella regione storica della Moldavia.
Il comune è formato dall'unione di 5 villaggi: Borolea, Hănești, Moara Jorii, Sarata-Basarab, Slobozia Hănești.